# Franz Held
Franz Held (ur. 6 maja 1948 w Pasawie) – niemiecki wioślarz reprezentujący RFN, brązowy medalista olimpijski.

## Kariera
Wystąpił na igrzyskach olimpijskich w Meksyku w 1968, gdzie zajął 12. miejsce w dwójkach bez sternika. Na rozgrywanych cztery lata później igrzyskach olimpijskich w Monachium osada RFN w składzie: Joachim Ehrig, Peter Funnekötter, Franz Held i Wolfgang Plottke zdobyła brązowy medal w czwórkach bez sternika. W finale uplasowali się o 4,14 sekundy za osadą NRD i o 2,77 sekundy za osadą Nowej Zelandii. 
Zdobył ponadto brąz w ósemkach na mistrzostwach Europy w Klagenfurcie (1969) oraz czwórkach bez sternika na mistrzostwach Europy w Kopenhadze (1971).
Kształcił się na Deutsche Sporthochschule Köln, uzyskując dyplom z nauk sportowych. Następnie był wykładowcą na Uniwersytecie Technicznym w Monachium i Uniwersytecie w Pasawie.